# Тур WTA 2019
Тур WTA 2019 — серія елітних професійних тенісних турнірів, які проходили під егідою Жіночої тенісної асоціації (WTA) упродовж 2019 року. Календар Туру WTA 2019 містив турніри Великого шолома (під егідою Міжнародної тенісної федерації (ITF)), Турніри WTA Premier (Premier Mandatory, Premier 5 і звичайні Premier), Турніри WTA International, Кубок Федерації (організований ITF), чемпіонати кінця сезону (Чемпіонат WTA і WTA Elite Trophy). Також до календаря 2019 належав Кубок Гопмана, організатором якого був ITF і на якому не розігрувались рейтингові очки.

## Розклад
Нижче наведено повний розклад турнірів на 2019 рік, включаючи перелік тенісистів, які дійшли на турнірах щонайменше до чвертьфіналу.
Легенда
| Турніри Великого шолома      |
| Чемпіонати закінчення сезону |
| WTA Premier Mandatory        |
| WTA Premier 5                |
| WTA Premier                  |
| WTA International            |
| Командні змагання            |

### Січень
| Тиждень           | Турнір | Чемпіонки                                             | Фіналістки                                  | півфіналісти                                        | чвертьфіналісти                                                                       |
| ----------------- | --- | ----------------------------------------------------- | ------------------------------------------- | --------------------------------------------------- | ------------------------------------------------------------------------------------- |
| 31 грудня         | Кубок Гопмана Перт, Австралія Турнір змішаних команд ITF Хард (п) – 8 команд (ГР)                                                                               | Швейцарія 2–1                                         | Німеччина                                   | Круговий турнір (Група A) Австралія Іспанія Франція | Круговий турнір (Група B) Греція Велика Британія США                                  |
| 31 грудня         | Brisbane International Брисбен, Австралія WTA Premier $1,000,000 – Хард – 30S/32Q/16D Одиночний розряд – Парний розряд                                          | Кароліна Плішкова 4–6, 7–5, 6–2                       | Леся Цуренко                                | Донна Векич Осака Наомі                             | Саснович Олександра Олександрівна Айла Томлянович Анетт Контавейт Анастасія Севастова |
| 31 грудня         | Brisbane International Брисбен, Австралія WTA Premier $1,000,000 – Хард – 30S/32Q/16D Одиночний розряд – Парний розряд                                          | Ніколь Меліхар Квета Пешке 6–1, 6–1                   | Чжань Хаоцін Латіша Чжань                   | Донна Векич Осака Наомі                             | Саснович Олександра Олександрівна Айла Томлянович Анетт Контавейт Анастасія Севастова |
| 31 грудня         | Шеньчжень Open Шеньчжень, Китай WTA International $750,000 – Хард – 32S/16Q/16D Одиночний розряд – Парний розряд                                                | Арина Соболенко 4–6, 7–6(7–2), 6–3                    | Алісон Ріск                                 | Ван Яфань Віра Звонарьова                           | Марія Шарапова Моніка Нікулеску Сорана Кирстя Вероніка Кудерметова                    |
| 31 грудня         | Шеньчжень Open Шеньчжень, Китай WTA International $750,000 – Хард – 32S/16Q/16D Одиночний розряд – Парний розряд                                                | Пен Шуай Ян Чжаосюань 6–4, 6–3                        | Дуань Інін Рената Ворачова                  | Ван Яфань Віра Звонарьова                           | Марія Шарапова Моніка Нікулеску Сорана Кирстя Вероніка Кудерметова                    |
| 31 грудня         | Auckland Open Окленд, Нова Зеландія WTA International $250,000 – Хард – 32S/32Q/16D Одиночний розряд – Парний розряд                                            | Юлія Гергес 2–6, 7–5, 6–1                             | Б'янка Андреєску                            | Сє Шувей Вікторія Кужмова                           | Вінус Вільямс Сара Соррібес Тормо Аманда Анісімова Ежені Бушар                        |
| 31 грудня         | Auckland Open Окленд, Нова Зеландія WTA International $250,000 – Хард – 32S/32Q/16D Одиночний розряд – Парний розряд                                            | Ежені Бушар Софія Кенін 1–6, 6–1, [10–7]              | Пейдж Мері Гуріган Тейлор Таунсенд          | Сє Шувей Вікторія Кужмова                           | Вінус Вільямс Сара Соррібес Тормо Аманда Анісімова Ежені Бушар                        |
| 7 січня           | Sydney International Сідней, Австралія WTA Premier $823,000 – Хард – 30S/24Q/16D Одиночний розряд – Парний розряд                                               | Петра Квітова 1–6, 7–5, 7–6(7–3)                      | Ешлі Барті                                  | Кікі Бертенс Олександра Саснович                    | Елісе Мертенс Юлія Путінцева Тімеа Бачинскі Анджелік Кербер                           |
| 7 січня           | Sydney International Сідней, Австралія WTA Premier $823,000 – Хард – 30S/24Q/16D Одиночний розряд – Парний розряд                                               | Александра Крунич Катержина Сінякова 6–1, 7–6(7–3)    | Ходзумі Ері Аліція Росольська               | Кікі Бертенс Олександра Саснович                    | Елісе Мертенс Юлія Путінцева Тімеа Бачинскі Анджелік Кербер                           |
| 7 січня           | Hobart International Гобарт, Австралія WTA International $250,000 – Хард – 32S/24Q/16D Одиночний розряд – Парний розряд                                         | Софія Кенін 6–3, 6–0                                  | Анна Кароліна Шмідлова                      | Алізе Корне Белінда Бенчич                          | Кірстен Фліпкенс Greet Minnen Ірина-Камелія Бегу Даяна Ястремська                     |
| 7 січня           | Hobart International Гобарт, Австралія WTA International $250,000 – Хард – 32S/24Q/16D Одиночний розряд – Парний розряд                                         | Чжань Хаоцін Латіша Чжань 6–3, 3–6, [10–6]            | Кірстен Фліпкенс Юганна Ларссон             | Алізе Корне Белінда Бенчич                          | Кірстен Фліпкенс Greet Minnen Ірина-Камелія Бегу Даяна Ястремська                     |
| 14 січня 21 січня | Відкритий чемпіонат Австралії Мельбурн, Австралія Великий шолом A$28,814,100 – Хард 128S/128Q/64D/32X Одиночний розряд – Парний розряд – Змішаний парний розряд | Осака Наомі 7–6(7–2), 5–7, 6–4                        | Петра Квітова                               | Кароліна Плішкова Деніел Колінз                     | Серена Вільямс Еліна Світоліна Ешлі Барті Анастасія Павлюченкова                      |
| 14 січня 21 січня | Відкритий чемпіонат Австралії Мельбурн, Австралія Великий шолом A$28,814,100 – Хард 128S/128Q/64D/32X Одиночний розряд – Парний розряд – Змішаний парний розряд | Саманта Стосур Чжан Шуай 6–3, 6–4                     | Тімеа Бабош Крістіна Младенович             | Кароліна Плішкова Деніел Колінз                     | Серена Вільямс Еліна Світоліна Ешлі Барті Анастасія Павлюченкова                      |
| 14 січня 21 січня | Відкритий чемпіонат Австралії Мельбурн, Австралія Великий шолом A$28,814,100 – Хард 128S/128Q/64D/32X Одиночний розряд – Парний розряд – Змішаний парний розряд | Барбора Крейчикова Раджив Рем 7–6(7–3), 6–1           | Астра Шарма Джон-Патрік Сміт                | Кароліна Плішкова Деніел Колінз                     | Серена Вільямс Еліна Світоліна Ешлі Барті Анастасія Павлюченкова                      |
| 28 січня          | St. Petersburg Ladies Trophy Санкт-Петербург, Росія WTA Premier $823,000 – Хард (п) – 28S/32Q/16D Одиночний розряд – Парний розряд                              | Кікі Бертенс 7–6(7–2), 6–4                            | Донна Векич                                 | Віра Звонарьова Арина Соболенко                     | Петра Квітова Дарія Касаткіна Катерина Александрова Анастасія Павлюченкова            |
| 28 січня          | St. Petersburg Ladies Trophy Санкт-Петербург, Росія WTA Premier $823,000 – Хард (п) – 28S/32Q/16D Одиночний розряд – Парний розряд                              | Маргарита Гаспарян Катерина Макарова 7–5, 7–5         | Калінська Ганна Миколаївна Вікторія Кужмова | Віра Звонарьова Арина Соболенко                     | Петра Квітова Дарія Касаткіна Катерина Александрова Анастасія Павлюченкова            |
| 28 січня          | Hua Hin Championships Hua Hin, Таїланд WTA International $250,000 – Хард (п) – 32S/24Q/16D Одиночний розряд – Парний розряд                                     | Даяна Ястремська 6–2, 2–6, 7–6(7–3)                   | Айла Томлянович                             | Магда Лінетт Тамара Зіданшек                        | Гарбінє Мугуруса Ван Яфань Чжен Сайсай Вікторія Голубич                               |
| 28 січня          | Hua Hin Championships Hua Hin, Таїланд WTA International $250,000 – Хард (п) – 32S/24Q/16D Одиночний розряд – Парний розряд                                     | Ірина-Камелія Бегу Моніка Нікулеску 2–6, 6–1, [12–10] | Анна Блинкова Ван Яфань                     | Магда Лінетт Тамара Зіданшек                        | Гарбінє Мугуруса Ван Яфань Чжен Сайсай Вікторія Голубич                               |

### Лютий
| Тиждень   | Турнір | Чемпіонки                                                                              | Фіналістки                                                                         | півфіналісти                             | чвертьфіналісти                                                      |
| --------- | --- | -------------------------------------------------------------------------------------- | ---------------------------------------------------------------------------------- | ---------------------------------------- | -------------------------------------------------------------------- |
| 4 лютого  | Чвертьфінал Кубка Федерації Острава, Чехія – Хард (п) Льєж, Бельгія – Хард (п) Braunschweig, Німеччина – Хард (п) Asheville, США – Хард (п) | Перемогли у чвертьфіналах · - Румунія 3–2 - Франція 3–1 - Білорусь 4–0 - Австралія 3–2 | Програли у чвертьфіналах · - Чехія - Бельгія - Німеччина - Сполучені Штати Америки |                                          |                                                                      |
| 11 лютого | Qatar ExxonMobil Open Доха, Катар WTA Premier $ – Хард – 28S/32Q/16D Одиночний розряд – Парний розряд                                       | Елісе Мертенс 3–6, 6–4, 6–3                                                            | Симона Халеп                                                                       | Еліна Світоліна Анджелік Кербер          | Юлія Гергес Кароліна Мухова Барбора Стрицова Кікі Бертенс            |
| 11 лютого | Qatar ExxonMobil Open Доха, Катар WTA Premier $ – Хард – 28S/32Q/16D Одиночний розряд – Парний розряд                                       | Чжань Хаоцін Латіша Чжань 6–1, 3–6, [10–6]                                             | Анна-Лена Гренефельд Демі Схюрс                                                    | Еліна Світоліна Анджелік Кербер          | Юлія Гергес Кароліна Мухова Барбора Стрицова Кікі Бертенс            |
| 18 лютого | Dubai Tennis Championships Дубай,, ОАЕ WTA Premier 5 $2,828,000 – Хард – 56S/32Q/28D Одиночний розряд – Парний розряд                       | Белінда Бенчич 6–3, 1–6, 6–2                                                           | Петра Квітова                                                                      | Еліна Світоліна Сє Шувей                 | Карла Суарес Наварро Симона Халеп Кароліна Плішкова Вікторія Кужмова |
| 18 лютого | Dubai Tennis Championships Дубай,, ОАЕ WTA Premier 5 $2,828,000 – Хард – 56S/32Q/28D Одиночний розряд – Парний розряд                       | Сє Шувей Барбора Стрицова 6–4, 6–4                                                     | Луціє Градецька Катерина Макарова                                                  | Еліна Світоліна Сє Шувей                 | Карла Суарес Наварро Симона Халеп Кароліна Плішкова Вікторія Кужмова |
| 18 лютого | Hungarian Ladies Open Будапешт, Угорщина WTA International $250,000 – Хард (п) – 32S/24Q/16D Одиночний розряд – Парний розряд               | Алісон ван Ейтванк 1–6, 7–5, 6–2                                                       | Маркета Вондроушова                                                                | Катерина Александрова Анастасія Потапова | Катерина Козлова Полін Пармантьє Сорана Кирстя Ірина-Камелія Бегу    |
| 18 лютого | Hungarian Ladies Open Будапешт, Угорщина WTA International $250,000 – Хард (п) – 32S/24Q/16D Одиночний розряд – Парний розряд               | Катерина Александрова Віра Звонарьова 6–4, 4–6, [10–7]                                 | Фанні Штоллар Гезер Вотсон                                                         | Катерина Александрова Анастасія Потапова | Катерина Козлова Полін Пармантьє Сорана Кирстя Ірина-Камелія Бегу    |
| 25 лютого | Mexican Open Акапулько, Мексика WTA International $250,000 – Хард – 32S/24Q/16D Одиночний розряд – Парний розряд                            | Ван Яфань 2–6, 6–3, 7–5                                                                | Софія Кенін                                                                        | Донна Векич Б'янка Андреєску             | Беатріс Аддад Майя Джоанна Конта Чжен Сайсай Вікторія Азаренко       |
| 25 лютого | Mexican Open Акапулько, Мексика WTA International $250,000 – Хард – 32S/24Q/16D Одиночний розряд – Парний розряд                            | Вікторія Азаренко Чжен Сайсай 6–1, 6–2                                                 | Дезіре Кравчик Джуліана Ольмос                                                     | Донна Векич Б'янка Андреєску             | Беатріс Аддад Майя Джоанна Конта Чжен Сайсай Вікторія Азаренко       |

### Березень
| Тиждень               | Турнір | Чемпіонки                                   | Фіналістки                            | півфіналісти                   | чвертьфіналісти                                                      |
| --------------------- | --- | ------------------------------------------- | ------------------------------------- | ------------------------------ | -------------------------------------------------------------------- |
| 4 березня 11 березня  | Indian Wells Open Індіан-Веллс, США WTA Premier Mandatory $ – Хард – 96S/48Q/32D Одиночний розряд – Парний розряд | Б'янка Андреєску 6–4, 3–6, 6–4              | Анджелік Кербер                       | Белінда Бенчич Еліна Світоліна | Кароліна Плішкова Вінус Вільямс Гарбінє Мугуруса Маркета Вондроушова |
| 4 березня 11 березня  | Indian Wells Open Індіан-Веллс, США WTA Premier Mandatory $ – Хард – 96S/48Q/32D Одиночний розряд – Парний розряд | Елісе Мертенс Арина Соболенко 6–3, 6–2      | Барбора Крейчикова Катержина Сінякова | Белінда Бенчич Еліна Світоліна | Кароліна Плішкова Вінус Вільямс Гарбінє Мугуруса Маркета Вондроушова |
| 18 березня 25 березня | Miami Open Маямі, США WTA Premier Mandatory $ – Хард – 96S/48Q/32D Одиночний розряд – Парний розряд               | Ешлі Барті 7–6(7–1), 6–3                    | Кароліна Плішкова                     | Анетт Контавейт Симона Халеп   | Сє Шувей Петра Квітова Маркета Вондроушова Ван Цян                   |
| 18 березня 25 березня | Miami Open Маямі, США WTA Premier Mandatory $ – Хард – 96S/48Q/32D Одиночний розряд – Парний розряд               | Елісе Мертенс Арина Соболенко 7–6(7–5), 6–2 | Саманта Стосур Чжан Шуай              | Анетт Контавейт Симона Халеп   | Сє Шувей Петра Квітова Маркета Вондроушова Ван Цян                   |

### Квітень
| Тиждень   | Турнір | Чемпіонки                                                    | Фіналістки                                 | півфіналісти                         | чвертьфіналісти                                                             |
| --------- | --- | ------------------------------------------------------------ | ------------------------------------------ | ------------------------------------ | --------------------------------------------------------------------------- |
| 1 квітня  | Charleston Open Чарлстон, США WTA Premier $823,000 – ґрунт (зелений) – 56S/32Q/16D Одиночний розряд – Парний розряд               | Медісон Кіз 7–6(7–5), 6–3                                    | Каролін Возняцкі                           | Моніка Пуїг Петра Мартич             | Слоун Стівенс Деніел Колінз Белінда Бенчич Марія Саккарі                    |
| 1 квітня  | Charleston Open Чарлстон, США WTA Premier $823,000 – ґрунт (зелений) – 56S/32Q/16D Одиночний розряд – Парний розряд               | Анна-Лена Гренефельд Аліція Росольська 7–6(9–7), 6–2         | Ірина Хромачова Вероніка Кудерметова       | Моніка Пуїг Петра Мартич             | Слоун Стівенс Деніел Колінз Белінда Бенчич Марія Саккарі                    |
| 1 квітня  | Monterrey Open Монтеррей, Мексика WTA International $250,000 – Хард – 32S/32Q/16D Одиночний розряд – Парний розряд                | Гарбінє Мугуруса 6–1, 3–1 ret.                               | Вікторія Азаренко                          | Анджелік Кербер Магдалена Рибарикова | Кірстен Фліпкенс Анастасія Павлюченкова Сачія Вікері Крістіна Младенович    |
| 1 квітня  | Monterrey Open Монтеррей, Мексика WTA International $250,000 – Хард – 32S/32Q/16D Одиночний розряд – Парний розряд                | Ейжа Мугаммад Марія Санчес 7–6(7–2), 6–4                     | Монік Адамчак Джессіка Мор                 | Анджелік Кербер Магдалена Рибарикова | Кірстен Фліпкенс Анастасія Павлюченкова Сачія Вікері Крістіна Младенович    |
| 8 квітня  | Ladies Open Lugano Lugano, Швейцарія WTA International $250,000 – ґрунт – 32S/24Q/16D Одиночний розряд – Парний розряд            | Полона Герцог 6–3, 3–6, 6–3                                  | Іга Швйонтек                               | Крістина Плішкова Фіона Ферро        | Світлана Кузнецова Віра Лапко Штефані Феґеле Вероніка Кудерметова           |
| 8 квітня  | Ladies Open Lugano Lugano, Швейцарія WTA International $250,000 – ґрунт – 32S/24Q/16D Одиночний розряд – Парний розряд            | Сорана Кирстя Андрея Міту 1–6, 6–2, [10–8]                   | Вероніка Кудерметова Галина Воскобоєва     | Крістина Плішкова Фіона Ферро        | Світлана Кузнецова Віра Лапко Штефані Феґеле Вероніка Кудерметова           |
| 8 квітня  | Copa Colsanitas Богота, Колумбія WTA International $250,000 – ґрунт – 32S/24Q/16D Одиночний розряд – Парний розряд                | Аманда Анісімова 4–6, 6–4, 6–1                               | Астра Шарма                                | Беатріс Аддад Майя Лара Арруабаррена | Марія Каміла Осоріо Серрано Сара Соррібес Тормо Тамара Зіданшек Сара Еррані |
| 8 квітня  | Copa Colsanitas Богота, Колумбія WTA International $250,000 – ґрунт – 32S/24Q/16D Одиночний розряд – Парний розряд                | Зо Гайвес Астра Шарма 6–1, 6–2                               | Гейлі Картер Ена Сібахара                  | Беатріс Аддад Майя Лара Арруабаррена | Марія Каміла Осоріо Серрано Сара Соррібес Тормо Тамара Зіданшек Сара Еррані |
| 15 квітня | Півфінал Кубка Федерації | Перемогли в півфіналах · Франція 3–2 · Австралія 3–2         | Програли в півфіналах · Румунія · Білорусь |                                      |                                                                             |
| 22 квітня | Відкритий чемпіонат Штутгарта Штутгарт, Німеччина WTA Premier $886,077 – ґрунт (п) – 28S/32Q/16D Одиночний розряд – Парний розряд | Петра Квітова 6–3, 7–6(7–2)                                  | Анетт Контавейт                            | Осака Наомі Кікі Бертенс             | Донна Векич Вікторія Азаренко Анастасія Севастова Анджелік Кербер           |
| 22 квітня | Відкритий чемпіонат Штутгарта Штутгарт, Німеччина WTA Premier $886,077 – ґрунт (п) – 28S/32Q/16D Одиночний розряд – Парний розряд | Мона Бартель Анна-Лена Фрідзам 2–6, 6–3, [10–6]              | Анастасія Павлюченкова Луціє Шафарова      | Осака Наомі Кікі Бертенс             | Донна Векич Вікторія Азаренко Анастасія Севастова Анджелік Кербер           |
| 22 квітня | İstanbul Cup Стамбул, Туреччина WTA International $250,000 – ґрунт – 32S/24Q/16D Одиночний розряд – Парний розряд                 | Петра Мартич 1–6, 6–4, 6–1                                   | Маркета Вондроушова                        | Барбора Стрицова Маргарита Гаспарян  | Лара Арруабаррена Олена Рибакіна Крістіна Младенович Вероніка Кудерметова   |
| 22 квітня | İstanbul Cup Стамбул, Туреччина WTA International $250,000 – ґрунт – 32S/24Q/16D Одиночний розряд – Парний розряд                 | Тімеа Бабош Крістіна Младенович 6–1, 6–0                     | Алекса Гуарачі Сабріна Сантамарія          | Барбора Стрицова Маргарита Гаспарян  | Лара Арруабаррена Олена Рибакіна Крістіна Младенович Вероніка Кудерметова   |
| 29 квітня | Prague Open Прага, Чехія WTA International $250,000 – ґрунт – 32S/32Q/16D Одиночний розряд – Парний розряд                        | Джил Тайхманн 7–6(7–5), 3–6, 6–4                             | Кароліна Мухова                            | Барбора Стрицова Бернарда Пера       | Катержина Сінякова Тамара Корпач Ван Цян Наталія Віхлянцева                 |
| 29 квітня | Prague Open Прага, Чехія WTA International $250,000 – ґрунт – 32S/32Q/16D Одиночний розряд – Парний розряд                        | Калінська Ганна Миколаївна Вікторія Кужмова 4–6, 7–5, [10–7] | Ніколь Меліхар Квета Пешке                 | Барбора Стрицова Бернарда Пера       | Катержина Сінякова Тамара Корпач Ван Цян Наталія Віхлянцева                 |
| 29 квітня | Morocco Open Рабат, Марокко WTA International $250,000 – ґрунт – 32S/32Q/16D Одиночний розряд – Парний розряд                     | Марія Саккарі 2–6, 6–4, 6–1                                  | Джоанна Конта                              | Алісон ван Ейтванк Айла Томлянович   | Елісе Мертенс Їсалін Бонавентюре Ребекка Петерсон Сє Шувей                  |
| 29 квітня | Morocco Open Рабат, Марокко WTA International $250,000 – ґрунт – 32S/32Q/16D Одиночний розряд – Парний розряд                     | Марія Хосе Мартінес Санчес Сара Соррібес Тормо 7–5, 6–1      | Георгіна Гарсія Перес Оксана Калашникова   | Алісон ван Ейтванк Айла Томлянович   | Елісе Мертенс Їсалін Бонавентюре Ребекка Петерсон Сє Шувей                  |

### Травень
| Тиждень            | Турнір | Чемпіонки                                          | Фіналістки                      | півфіналісти                     | чвертьфіналісти                                                       |
| ------------------ | --- | -------------------------------------------------- | ------------------------------- | -------------------------------- | --------------------------------------------------------------------- |
| 6 травня           | Madrid Open Мадрид, Іспанія WTA Premier Mandatory $7,021,128 – ґрунт – 64S/32Q/28D Одиночний розряд – Парний розряд                                           | Кікі Бертенс 6–4, 6–4                              | Симона Халеп                    | Белінда Бенчич Слоун Стівенс     | Осака Наомі Ешлі Барті Петра Мартич Петра Квітова                     |
| 6 травня           | Madrid Open Мадрид, Іспанія WTA Premier Mandatory $7,021,128 – ґрунт – 64S/32Q/28D Одиночний розряд – Парний розряд                                           | Сє Шувей Барбора Стрицова 6–3, 6–1                 | Габріела Дабровскі Сюй Їфань    | Белінда Бенчич Слоун Стівенс     | Осака Наомі Ешлі Барті Петра Мартич Петра Квітова                     |
| 13 травня          | Відкритий чемпіонат Італії Рим, Італія WTA Premier 5 $3,452,538 – ґрунт – 56S/32Q/28D Одиночний розряд – Парний розряд                                        | Кароліна Плішкова 6–3, 6–4                         | Джоанна Конта                   | Кікі Бертенс Марія Саккарі       | Осака Наомі Маркета Вондроушова Вікторія Азаренко Крістіна Младенович |
| 13 травня          | Відкритий чемпіонат Італії Рим, Італія WTA Premier 5 $3,452,538 – ґрунт – 56S/32Q/28D Одиночний розряд – Парний розряд                                        | Вікторія Азаренко Ешлі Барті 4–6, 6–0, [10–3]      | Анна-Лена Гренефельд Демі Схюрс | Кікі Бертенс Марія Саккарі       | Осака Наомі Маркета Вондроушова Вікторія Азаренко Крістіна Младенович |
| 20 травня          | Internationaux de Strasbourg Страсбург, Франція WTA International $250,000 – ґрунт – 32S/24Q/16D Одиночний розряд – Парний розряд                             | Даяна Ястремська 6–4, 5–7, 7–6(7–3)                | Каролін Гарсія                  | Хлое Паке Арина Соболенко        | Дар'я Гаврилова Марта Костюк Фіона Ферро Моніка Пуїг                  |
| 20 травня          | Internationaux de Strasbourg Страсбург, Франція WTA International $250,000 – ґрунт – 32S/24Q/16D Одиночний розряд – Парний розряд                             | Дар'я Гаврилова Еллен Перес 6–4, 6–3               | Дуань Інін Хань Сіюнь           | Хлое Паке Арина Соболенко        | Дар'я Гаврилова Марта Костюк Фіона Ферро Моніка Пуїг                  |
| 20 травня          | Nuremberg Cup Нюрнберг, Німеччина WTA International $250,000 – ґрунт – 32S/24Q/16D Одиночний розряд – Парний розряд                                           | Юлія Путінцева 4–6, 6–4, 6–2                       | Тамара Зіданшек                 | Сорана Кирстя Катержина Сінякова | Анна-Лена Фрідзам Ніна Стоянович Вероніка Кудерметова Медісон Бренгл  |
| 20 травня          | Nuremberg Cup Нюрнберг, Німеччина WTA International $250,000 – ґрунт – 32S/24Q/16D Одиночний розряд – Парний розряд                                           | Габріела Дабровскі Сюй Їфань 4–6, 7–6(7–5), [10–5] | Шерон Фічмен Ніколь Меліхар     | Сорана Кирстя Катержина Сінякова | Анна-Лена Фрідзам Ніна Стоянович Вероніка Кудерметова Медісон Бренгл  |
| 27 травня 3 червня | Відкритий чемпіонат Франції Париж, Франція Великий шолом €19,991,500 – Ґрунт (Red) 128S/96Q/64D/32X Одиночний розряд – Парний розряд – Змішаний парний розряд | Ешлі Барті 6–1, 6–3                                | Маркета Вондроушова             | Аманда Анісімова Джоанна Конта   | Медісон Кіз Симона Халеп Слоун Стівенс Петра Мартич                   |
| 27 травня 3 червня | Відкритий чемпіонат Франції Париж, Франція Великий шолом €19,991,500 – Ґрунт (Red) 128S/96Q/64D/32X Одиночний розряд – Парний розряд – Змішаний парний розряд | Тімеа Бабош Крістіна Младенович 6–2, 6–3           | Дуань Інін Чжен Сайсай          | Аманда Анісімова Джоанна Конта   | Медісон Кіз Симона Халеп Слоун Стівенс Петра Мартич                   |
| 27 травня 3 червня | Відкритий чемпіонат Франції Париж, Франція Великий шолом €19,991,500 – Ґрунт (Red) 128S/96Q/64D/32X Одиночний розряд – Парний розряд – Змішаний парний розряд | Латіша Чжань Іван Додіг 6–1, 7–6(7–5)              | Габріела Дабровскі Мате Павич   | Аманда Анісімова Джоанна Конта   | Медісон Кіз Симона Халеп Слоун Стівенс Петра Мартич                   |

### Червень
| Тиждень   | Турнір | Чемпіонки                                       | Фіналістки                                     | півфіналісти                        | чвертьфіналісти                                                       |
| --------- | --- | ----------------------------------------------- | ---------------------------------------------- | ----------------------------------- | --------------------------------------------------------------------- |
| 10 червня | Відкритий чемпіонат Ноттінгема Ноттінгем, Велика Британія WTA International $250,000 – Трава – 32S/24Q/16D Одиночний розряд – Парний розряд     | Каролін Гарсія 2–6, 7–6(7–4), 7–6(7–4)          | Донна Векич                                    | Дженніфер Брейді Татьяна Марія      | Елена-Габріела Русе Марія Саккарі Айла Томлянович Крістіна Младенович |
| 10 червня | Відкритий чемпіонат Ноттінгема Ноттінгем, Велика Британія WTA International $250,000 – Трава – 32S/24Q/16D Одиночний розряд – Парний розряд     | Дезіре Кравчик Джуліана Ольмос 7–6(7–5), 7–5    | Еллен Перес Аріна Родіонова                    | Дженніфер Брейді Татьяна Марія      | Елена-Габріела Русе Марія Саккарі Айла Томлянович Крістіна Младенович |
| 10 червня | Rosmalen Grass Court Championships 'с-Гертогенбос, Нідерланди WTA International $250,000 – Трава – 32S/24Q/16D Одиночний розряд – Парний розряд | Алісон Ріск 0–6, 7–6(7–3), 7–5                  | Кікі Бертенс                                   | Олена Рибакіна Вероніка Кудерметова | Наталія Віхлянцева Кірстен Фліпкенс Катерина Александрова Грет Міннен |
| 10 червня | Rosmalen Grass Court Championships 'с-Гертогенбос, Нідерланди WTA International $250,000 – Трава – 32S/24Q/16D Одиночний розряд – Парний розряд | Аояма Сюко Александра Крунич 7–5, 6–3           | Леслі Керкгове Бібіана Схофс                   | Олена Рибакіна Вероніка Кудерметова | Наталія Віхлянцева Кірстен Фліпкенс Катерина Александрова Грет Міннен |
| 17 червня | Birmingham Classic Бірмінгем, Велика Британія WTA Premier $ – Трава – 32S/32Q/16D Одиночний розряд – Парний розряд                              | Ешлі Барті 6–3, 7–5                             | Юлія Гергес                                    | Петра Мартич Барбора Стрицова       | Юлія Путінцева Олена Остапенко Крістина Плішкова Вінус Вільямс        |
| 17 червня | Birmingham Classic Бірмінгем, Велика Британія WTA Premier $ – Трава – 32S/32Q/16D Одиночний розряд – Парний розряд                              | Сє Шувей Барбора Стрицова 6–4, 6–7(4–7), [10–8] | Анна-Лена Гренефельд Демі Схюрс                | Петра Мартич Барбора Стрицова       | Юлія Путінцева Олена Остапенко Крістина Плішкова Вінус Вільямс        |
| 17 червня | Mallorca Open Mallorca, Іспанія WTA International $250,000 – Трава – 32S/24Q/16D Одиночний розряд – Парний розряд                               | Софія Кенін 6–7(2–7), 7–6(7–5), 6–4             | Белінда Бенчич                                 | Анджелік Кербер Анастасія Севастова | Каролін Гарсія Аманда Анісімова Елісе Мертенс Ван Яфань               |
| 17 червня | Mallorca Open Mallorca, Іспанія WTA International $250,000 – Трава – 32S/24Q/16D Одиночний розряд – Парний розряд                               | Кірстен Фліпкенс Юганна Ларссон 6–2, 6–4        | Марія Хосе Мартінес Санчес Сара Соррібес Тормо | Анджелік Кербер Анастасія Севастова | Каролін Гарсія Аманда Анісімова Елісе Мертенс Ван Яфань               |
| 24 червня | Eastbourne International Істборн, Велика Британія WTA Premier $ – Трава – 48S/24Q/16D Одиночний розряд – Парний розряд                          | Кароліна Плішкова 6–1, 6–4                      | Анджелік Кербер                                | Унс Джабір Кікі Бертенс             | Алізе Корне Симона Халеп Арина Соболенко Катерина Александрова        |
| 24 червня | Eastbourne International Істборн, Велика Британія WTA Premier $ – Трава – 48S/24Q/16D Одиночний розряд – Парний розряд                          | Чжань Хаоцін Латіша Чжань 2–6, 6–3, [10–6]      | Кірстен Фліпкенс Бетані Маттек-Сендс           | Унс Джабір Кікі Бертенс             | Алізе Корне Симона Халеп Арина Соболенко Катерина Александрова        |

### Липень
| Тиждень         | Турнір | Чемпіонки                                         | Фіналістки                          | півфіналісти                             | чвертьфіналісти                                                          |
| --------------- | --- | ------------------------------------------------- | ----------------------------------- | ---------------------------------------- | ------------------------------------------------------------------------ |
| 1 липня 8 липня | Вімблдон Лондон, Велика Британія Великий шолом £17,984,000 – Трава 128S/96Q/64D/16Q/48X Одиночний розряд – Парний розряд – Змішаний парний розряд | Симона Халеп 6–2, 6–2                             | Серена Вільямс                      | Барбора Стрицова Еліна Світоліна         | Алісон Ріск Джоанна Конта Кароліна Мухова Чжан Шуай                      |
| 1 липня 8 липня | Вімблдон Лондон, Велика Британія Великий шолом £17,984,000 – Трава 128S/96Q/64D/16Q/48X Одиночний розряд – Парний розряд – Змішаний парний розряд | Сє Шувей Барбора Стрицова 6–2, 6–4                | Габріела Дабровскі Сюй Їфань        | Барбора Стрицова Еліна Світоліна         | Алісон Ріск Джоанна Конта Кароліна Мухова Чжан Шуай                      |
| 1 липня 8 липня | Вімблдон Лондон, Велика Британія Великий шолом £17,984,000 – Трава 128S/96Q/64D/16Q/48X Одиночний розряд – Парний розряд – Змішаний парний розряд | Іван Додіг Латіша Чжань 6–2, 6–3                  | Роберт Ліндстедт Олена Остапенко    | Барбора Стрицова Еліна Світоліна         | Алісон Ріск Джоанна Конта Кароліна Мухова Чжан Шуай                      |
| 15 липня        | Bucharest Open Бухарест, Румунія WTA International $250,000 – ґрунт – 32S/32Q/16D Одиночний розряд – Парний розряд                                | Олена Рибакіна 6–2, 6–0                           | Патрісія Марія Тіг                  | Лаура Зігемунд Мартіна ді Джузеппе       | Крістина Плішкова Ірина-Камелія Бегу Барбора Крейчикова Вікторія Кужмова |
| 15 липня        | Bucharest Open Бухарест, Румунія WTA International $250,000 – ґрунт – 32S/32Q/16D Одиночний розряд – Парний розряд                                | Вікторія Кужмова Крістина Плішкова 6–4, 7–6(7–3)  | Жаклін Крістіан Елена-Габріела Русе | Лаура Зігемунд Мартіна ді Джузеппе       | Крістина Плішкова Ірина-Камелія Бегу Барбора Крейчикова Вікторія Кужмова |
| 15 липня        | Відкритий чемпіонат Швейцарії Лозанна, Швейцарія WTA International $250,000 – ґрунт – 32S/24Q/16D Одиночний розряд – Парний розряд                | Фіона Ферро 6–1, 2–6, 6–1                         | Алізе Корне                         | Тамара Корпач Бернарда Пера              | Джил Тайхманн Наталія Віхлянцева Саманта Стосур Хань Сіюнь               |
| 15 липня        | Відкритий чемпіонат Швейцарії Лозанна, Швейцарія WTA International $250,000 – ґрунт – 32S/24Q/16D Одиночний розряд – Парний розряд                | Анастасія Потапова Яна Сізікова 6–2, 6–4          | Монік Адамчак Хань Сіюнь            | Тамара Корпач Бернарда Пера              | Джил Тайхманн Наталія Віхлянцева Саманта Стосур Хань Сіюнь               |
| 22 липня        | Baltic Open Юрмала, Латвія WTA International $250,000 – ґрунт – 32S/24Q/16D Одиночний розряд – Парний розряд                                      | Анастасія Севастова 3–6, 7–5, 6–4                 | Катажина Кава                       | Анастасія Потапова Бернарда Пера         | Ірина Бара Патрісія Марія Тіг Ніна Стоянович Хлое Паке                   |
| 22 липня        | Baltic Open Юрмала, Латвія WTA International $250,000 – ґрунт – 32S/24Q/16D Одиночний розряд – Парний розряд                                      | Шерон Фічмен Ніна Стоянович 2–6, 7–6(7–1), [10–6] | Олена Остапенко Галина Воскобоєва   | Анастасія Потапова Бернарда Пера         | Ірина Бара Патрісія Марія Тіг Ніна Стоянович Хлое Паке                   |
| 22 липня        | Palermo Open Палермо, Італія WTA International $250,000 – ґрунт – 32S/24Q/16D Одиночний розряд – Парний розряд                                    | Анастасія Севастова 3–6, 7–5, 6–4                 | Катажина Кава                       | Анастасія Потапова Бернарда Пера         | Ірина Бара Патрісія Марія Тіг Ніна Стоянович Хлое Паке                   |
| 22 липня        | Palermo Open Палермо, Італія WTA International $250,000 – ґрунт – 32S/24Q/16D Одиночний розряд – Парний розряд                                    | Шерон Фічмен Ніна Стоянович 2–6, 7–6(7–1), [10–6] | Олена Остапенко Галина Воскобоєва   | Анастасія Потапова Бернарда Пера         | Ірина Бара Патрісія Марія Тіг Ніна Стоянович Хлое Паке                   |
| 29 липня        | Silicon Valley Classic Сан-Хосе, США WTA Premier $ – Хард – 28S/16Q/16D Одиночний розряд – Парний розряд                                          | Чжен Сайсай 6−3, 7−6(7−3)                         | Арина Соболенко                     | Марія Саккарі Донна Векич                | Еліна Світоліна Аманда Анісімова Крісті Ан Карла Суарес Наварро          |
| 29 липня        | Silicon Valley Classic Сан-Хосе, США WTA Premier $ – Хард – 28S/16Q/16D Одиночний розряд – Парний розряд                                          | Ніколь Меліхар Квета Пешке 6−4, 6−4               | Аояма Сюко Ена Сібахара             | Марія Саккарі Донна Векич                | Еліна Світоліна Аманда Анісімова Крісті Ан Карла Суарес Наварро          |
| 29 липня        | Відкритий чемпіонат Вашингтона Вашингтон, США WTA International $250,000 – Хард – 32S/16Q/16D Одиночний розряд – Парний розряд                    | Джессіка Пегула 6–2, 6–2                          | Каміла Джорджі                      | Кеті Макнеллі Калінська Ганна Миколаївна | Заріна Діяс Сє Шувей Лорен Девіс Крістіна Младенович                     |
| 29 липня        | Відкритий чемпіонат Вашингтона Вашингтон, США WTA International $250,000 – Хард – 32S/16Q/16D Одиночний розряд – Парний розряд                    | Корі Гофф Кеті Макнеллі 6–2, 6–2                  | Марія Санчес Фанні Штоллар          | Кеті Макнеллі Калінська Ганна Миколаївна | Заріна Діяс Сє Шувей Лорен Девіс Крістіна Младенович                     |

### Серпень
| Тиждень             | Турнір | Чемпіонки                                              | Фіналістки                          | півфіналісти                   | чвертьфіналісти                                            |
| ------------------- | --- | ------------------------------------------------------ | ----------------------------------- | ------------------------------ | ---------------------------------------------------------- |
| 5 серпня            | Відкритий чемпіонат Канади Торонто, Канада WTA Premier 5 $2,830,000 – Хард – 56S/48Q/28D Одиночний розряд – Парний розряд                            | Б'янка Андреєску 3–1 ret.                              | Серена Вільямс                      | Софія Кенін Марія Бузкова      | Еліна Світоліна Кароліна Плішкова Симона Халеп Осака Наомі |
| 5 серпня            | Відкритий чемпіонат Канади Торонто, Канада WTA Premier 5 $2,830,000 – Хард – 56S/48Q/28D Одиночний розряд – Парний розряд                            | Барбора Крейчикова Катержина Сінякова 7–5, 6–0         | Анна-Лена Гренефельд Демі Схюрс     | Софія Кенін Марія Бузкова      | Еліна Світоліна Кароліна Плішкова Симона Халеп Осака Наомі |
| 12 серпня           | Cincinnati Open Цинциннаті, США WTA Premier 5 $2,944,486 – Хард – 56S/48Q/28D Одиночний розряд – Парний розряд                                       | Медісон Кіз 7–5, 7–6(7–5)                              | Світлана Кузнецова                  | Ешлі Барті Софія Кенін         | Марія Саккарі Кароліна Плішкова Вінус Вільямс Осака Наомі  |
| 12 серпня           | Cincinnati Open Цинциннаті, США WTA Premier 5 $2,944,486 – Хард – 56S/48Q/28D Одиночний розряд – Парний розряд                                       | Луціє Градецька Андрея Клепач 6–4, 6–1                 | Анна-Лена Гренефельд Демі Схюрс     | Ешлі Барті Софія Кенін         | Марія Саккарі Кароліна Плішкова Вінус Вільямс Осака Наомі  |
| 19 серпня           | Connecticut Open Нью-Гейвен, США WTA Premier $ – Хард – 30S/48Q/16D Одиночний розряд – Парний розряд                                                 | Магда Лінетт 5–7, 7–5, 6–4                             | Каміла Джорджі                      | Ван Цян Катержина Сінякова     | Анна Блинкова Алізе Корне Кароліна Мухова Бернарда Пера    |
| 19 серпня           | Connecticut Open Нью-Гейвен, США WTA Premier $ – Хард – 30S/48Q/16D Одиночний розряд – Парний розряд                                                 | Дарія Юрак Марія Хосе Мартінес Санчес 7–5, 2–6, [10–7] | Маргарита Гаспарян Моніка Нікулеску | Ван Цян Катержина Сінякова     | Анна Блинкова Алізе Корне Кароліна Мухова Бернарда Пера    |
| 26 серпня 2 вересня | Відкритий чемпіонат США Нью-Йорк, США Великий шолом $26,758,750;– Тверде 128S/128Q/64D/32X Одиночний розряд – Парний розряд – Змішаний парний розряд | Б'янка Андреєску 6–3, 7–5                              | Серена Вільямс                      | Белінда Бенчич Еліна Світоліна | Донна Векич Елісе Мертенс Джоанна Конта Ван Цян            |
| 26 серпня 2 вересня | Відкритий чемпіонат США Нью-Йорк, США Великий шолом $26,758,750;– Тверде 128S/128Q/64D/32X Одиночний розряд – Парний розряд – Змішаний парний розряд | Елісе Мертенс Арина Соболенко 7–5, 7–5                 | Вікторія Азаренко Ешлі Барті        | Белінда Бенчич Еліна Світоліна | Донна Векич Елісе Мертенс Джоанна Конта Ван Цян            |
| 26 серпня 2 вересня | Відкритий чемпіонат США Нью-Йорк, США Великий шолом $26,758,750;– Тверде 128S/128Q/64D/32X Одиночний розряд – Парний розряд – Змішаний парний розряд | Бетані Маттек-Сендс Джеймі Маррей 6–2, 6–3             | Чжань Хаоцін Майкл Вінус            | Белінда Бенчич Еліна Світоліна | Донна Векич Елісе Мертенс Джоанна Конта Ван Цян            |

### Вересень
| Тиждень    | Турнір | Чемпіонки                                             | Фіналістки                         | півфіналісти                            | чвертьфіналісти                                                           |
| ---------- | --- | ----------------------------------------------------- | ---------------------------------- | --------------------------------------- | ------------------------------------------------------------------------- |
| 9 вересня  | Zhengzhou Open Чженчжоу, КНР WTA Premier $1,000,000 – Тверде – 28S/32Q/16D Одиночний розряд – Парний розряд           | Кароліна Плішкова 6–3, 6–2                            | Петра Мартич                       | Айла Томлянович Крістіна Младенович     | Софія Кенін Чжен Сайсай Арина Соболенко Еліна Світоліна                   |
| 9 вересня  | Zhengzhou Open Чженчжоу, КНР WTA Premier $1,000,000 – Тверде – 28S/32Q/16D Одиночний розряд – Парний розряд           | Ніколь Меліхар Квета Пешке 6–1, 7–6(7–2)              | Яніна Вікмаєр Тамара Зіданшек      | Айла Томлянович Крістіна Младенович     | Софія Кенін Чжен Сайсай Арина Соболенко Еліна Світоліна                   |
| 9 вересня  | Japan Women's Open Hiroshima, Японія WTA International $250,000 – Хард – 32S/32Q/16D Одиночний розряд – Парний розряд | Хібіно Нао 6–3, 6–2                                   | Дой Місакі                         | Міхаела Бузернеску Вероніка Кудерметова | Сє Шувей Алісон ван Ейтванк Сара Соррібес Тормо Лаура Зігемунд            |
| 9 вересня  | Japan Women's Open Hiroshima, Японія WTA International $250,000 – Хард – 32S/32Q/16D Одиночний розряд – Парний розряд | Дой Місакі Хібіно Нао 3–6, 6–4, [10–4]                | Крістіна Макгейл Валерія Савіних   | Міхаела Бузернеску Вероніка Кудерметова | Сє Шувей Алісон ван Ейтванк Сара Соррібес Тормо Лаура Зігемунд            |
| 9 вересня  | Jiangxi Open Наньчан, Китай WTA International $250,000 – Хард – 32S/24Q/16D Одиночний розряд – Парний розряд          | Ребекка Петерсон 6–2, 6–0                             | Олена Рибакіна                     | Пен Шуай Ніна Стоянович                 | Чжу Лінь Вікторія Голубич Магда Лінетт Катерина Козлова                   |
| 9 вересня  | Jiangxi Open Наньчан, Китай WTA International $250,000 – Хард – 32S/24Q/16D Одиночний розряд – Парний розряд          | Wang Xinyu Чжу Лінь 6–2, 7–6(7–5)                     | Пен Шуай Чжан Шуай                 | Пен Шуай Ніна Стоянович                 | Чжу Лінь Вікторія Голубич Магда Лінетт Катерина Козлова                   |
| 16 вересня | Pan Pacific Open Токіо, Японія WTA Premier $ – Хард (п) – 28S/24Q/16D Одиночний розряд – Парний розряд                | Осака Наомі 6–2, 6–3                                  | Анастасія Павлюченкова             | Елісе Мертенс Анджелік Кербер           | Юлія Путінцева Каміла Джорджі Медісон Кіз Дой Місакі                      |
| 16 вересня | Pan Pacific Open Токіо, Японія WTA Premier $ – Хард (п) – 28S/24Q/16D Одиночний розряд – Парний розряд                | Чжань Хаоцін Латіша Чжань 7–5, 7–5                    | Сє Шувей Hsieh Yu-chieh            | Елісе Мертенс Анджелік Кербер           | Юлія Путінцева Каміла Джорджі Медісон Кіз Дой Місакі                      |
| 16 вересня | Guangzhou Open Гуанчжоу, Китай WTA International $250,000 – Хард – 32S/24Q/16D Одиночний розряд – Парний розряд       | Софія Кенін 6–7(4–7), 6–4, 6–2                        | Саманта Стосур                     | Анна Блинкова Вікторія Голубич          | Марія Бузкова Ясміне Паоліні Чжан Шуай Ніна Стоянович                     |
| 16 вересня | Guangzhou Open Гуанчжоу, Китай WTA International $250,000 – Хард – 32S/24Q/16D Одиночний розряд – Парний розряд       | Пен Шуай Лаура Зігемунд 6–2, 6–1                      | Алекса Гуарачі Джуліана Ольмос     | Анна Блинкова Вікторія Голубич          | Марія Бузкова Ясміне Паоліні Чжан Шуай Ніна Стоянович                     |
| 16 вересня | Korea Open Сеул, Південна Корея WTA International $250,000 – Хард – 32S/24Q/16D Одиночний розряд – Парний розряд      | Кароліна Мухова 6–1, 6–1                              | Магда Лінетт                       | Ван Яфань Катерина Александрова         | Паула Бадоса Прісцілла Хон Кірстен Фліпкенс Крісті Ан                     |
| 16 вересня | Korea Open Сеул, Південна Корея WTA International $250,000 – Хард – 32S/24Q/16D Одиночний розряд – Парний розряд      | Лара Арруабаррена Татьяна Марія 7–6(9–7), 3–6, [10–7] | Гейлі Картер Луїза Стефані         | Ван Яфань Катерина Александрова         | Паула Бадоса Прісцілла Хон Кірстен Фліпкенс Крісті Ан                     |
| 23 вересня | Wuhan Open Ухань, Китай WTA Premier 5 $ – Хард – 56S/32Q/28D Одиночний розряд – Парний розряд                         | Арина Соболенко 6–3, 3–6, 6–1                         | Алісон Ріск                        | Ешлі Барті Петра Квітова                | Петра Мартич Олена Рибакіна Еліна Світоліна Даяна Ястремська              |
| 23 вересня | Wuhan Open Ухань, Китай WTA Premier 5 $ – Хард – 56S/32Q/28D Одиночний розряд – Парний розряд                         | Дуань Інін Вероніка Кудерметова 7–6(7–3), 6–2         | Елісе Мертенс Арина Соболенко      | Ешлі Барті Петра Квітова                | Петра Мартич Олена Рибакіна Еліна Світоліна Даяна Ястремська              |
| 23 вересня | Tashkent Open Ташкент, Узбекистан WTA International $250,000 – Хард – 32S/16Q/16D Одиночний розряд – Парний розряд    | Алісон ван Ейтванк 6–2, 4–6, 6–4                      | Сорана Кирстя                      | Крістина Плішкова Катаріна Завацька     | Вікторія Кужмова Полін Пармантьє Калінська Ганна Миколаївна Данка Ковініч |
| 23 вересня | Tashkent Open Ташкент, Узбекистан WTA International $250,000 – Хард – 32S/16Q/16D Одиночний розряд – Парний розряд    | Гейлі Картер Луїза Стефані 6–3, 7–6(7–4)              | Даліла Якупович Сабріна Сантамарія | Крістина Плішкова Катаріна Завацька     | Вікторія Кужмова Полін Пармантьє Калінська Ганна Миколаївна Данка Ковініч |
| 30 вересня | China Open Пекін, Китай WTA Premier Mandatory $8,285,274 – Хард – 60S/32Q/28D Одиночний розряд – Парний розряд        | Осака Наомі 3–6, 6–3, 6–2                             | Ешлі Барті                         | Кікі Бертенс Каролін Возняцкі           | Петра Квітова Еліна Світоліна Б'янка Андреєску Дарія Касаткіна            |
| 30 вересня | China Open Пекін, Китай WTA Premier Mandatory $8,285,274 – Хард – 60S/32Q/28D Одиночний розряд – Парний розряд        | Софія Кенін Бетані Маттек-Сендс 6–3, 6–7(5–7), [10–7] | Олена Остапенко Даяна Ястремська   | Кікі Бертенс Каролін Возняцкі           | Петра Квітова Еліна Світоліна Б'янка Андреєску Дарія Касаткіна            |

### Жовтень
| Тиждень   | Турнір | Чемпіонки                                      | Фіналістки                           | півфіналісти                          | чвертьфіналісти |                                      |
| --------- | --- | ---------------------------------------------- | ------------------------------------ | ------------------------------------- | --- | ------------------------------------ |
| 7 жовтня  | Hong Kong Open Гонконг WTA International $750,000 – Хард – 32S/24Q/16D Одиночний розряд – Парний розряд                        | Відмінено через протести у Гонконгу.           | Відмінено через протести у Гонконгу. | Відмінено через протести у Гонконгу.  | Відмінено через протести у Гонконгу.                                                                                  | Відмінено через протести у Гонконгу. |
| 7 жовтня  | Linz Open Лінц, Австрія WTA International $250,000 – Хард (п) – 32S/32Q/16D Одиночний розряд – Парний розряд                   | Корі Гофф 6–3, 1–6, 6–2                        | Олена Остапенко                      | Андреа Петкович Катерина Александрова | Кікі Бертенс Вікторія Кужмова Крістіна Младенович Олена Рибакіна                                                      |                                      |
| 7 жовтня  | Linz Open Лінц, Австрія WTA International $250,000 – Хард (п) – 32S/32Q/16D Одиночний розряд – Парний розряд                   | Барбора Крейчикова Катержина Сінякова 6–4, 6–3 | Барбара Гаас Ксенія Нолл             | Андреа Петкович Катерина Александрова | Кікі Бертенс Вікторія Кужмова Крістіна Младенович Олена Рибакіна                                                      |                                      |
| 7 жовтня  | Tianjin Open Тяньдзінь, Китай WTA International $500,000 – Хард – 32S/24Q/16D Одиночний розряд – Парний розряд                 | Ребекка Петерсон 6–4, 6–4                      | Гезер Вотсон                         | Унс Джабір Вероніка Кудерметова       | Юлія Путінцева Ван Яфань Даяна Ястремська Магда Лінетт                                                                |                                      |
| 7 жовтня  | Tianjin Open Тяньдзінь, Китай WTA International $500,000 – Хард – 32S/24Q/16D Одиночний розряд – Парний розряд                 | Аояма Сюко Ена Сібахара 6–3, 7–5               | Хібіно Нао Като Мію                  | Унс Джабір Вероніка Кудерметова       | Юлія Путінцева Ван Яфань Даяна Ястремська Магда Лінетт                                                                |                                      |
| 14 жовтня | Kremlin Cup Москва, Росія WTA Premier $1,032,000 – Хард (п) – 28S/32Q/16D Одиночний розряд – Парний розряд                     | Белінда Бенчич 3–6, 6–1, 6–1                   | Анастасія Павлюченкова               | Кароліна Мухова Крістіна Младенович   | Вероніка Кудерметова Катерина Александрова Кірстен Фліпкенс Кікі Бертенс                                              |                                      |
| 14 жовтня | Kremlin Cup Москва, Росія WTA Premier $1,032,000 – Хард (п) – 28S/32Q/16D Одиночний розряд – Парний розряд                     | Аояма Сюко Ена Сібахара 6–2, 6–1               | Кірстен Фліпкенс Бетані Маттек-Сендс | Кароліна Мухова Крістіна Младенович   | Вероніка Кудерметова Катерина Александрова Кірстен Фліпкенс Кікі Бертенс                                              |                                      |
| 14 жовтня | Luxembourg Open Люксембург, Люксембург WTA International $250,000 – Хард (п) – 32S/32Q/16D Одиночний розряд – Парний розряд    | Олена Остапенко 6–4, 6–1                       | Юлія Гергес                          | Анна Блинкова Олена Рибакіна          | Антонія Лоттнер Маргарита Гаспарян Лаура Зігемунд Моніка Пуїг                                                         |                                      |
| 14 жовтня | Luxembourg Open Люксембург, Люксембург WTA International $250,000 – Хард (п) – 32S/32Q/16D Одиночний розряд – Парний розряд    | Корі Гофф Кеті Макнеллі 6–2, 6–2               | Кейтлін Крістіан Алекса Гуарачі      | Анна Блинкова Олена Рибакіна          | Антонія Лоттнер Маргарита Гаспарян Лаура Зігемунд Моніка Пуїг                                                         |                                      |
| 21 жовтня | WTA Elite Trophy Чжухай, Китай Чемпіонат закінчення року $2,419,844 – Хард – 12S (RR)/6D (RR) Одиночний розряд – Парний розряд | Арина Соболенко 6–4, 6–2                       | Кікі Бертенс                         | Чжен Сайсай Кароліна Мухова           | Раунд Robin Даяна Ястремська Донна Векич Софія Кенін Алісон Ріск Петра Мартич Медісон Кіз Елісе Мертенс Марія Саккарі |                                      |
| 21 жовтня | WTA Elite Trophy Чжухай, Китай Чемпіонат закінчення року $2,419,844 – Хард – 12S (RR)/6D (RR) Одиночний розряд – Парний розряд | Людмила Кіченок Андрея Клепач 6–3, 6–3         | Дуань Інін Ян Чжаосюань              | Чжен Сайсай Кароліна Мухова           | Раунд Robin Даяна Ястремська Донна Векич Софія Кенін Алісон Ріск Петра Мартич Медісон Кіз Елісе Мертенс Марія Саккарі |                                      |
| 28 жовтня | Фінал WTA Шеньчжень, Китай Чемпіонат закінчення року $14,000,000 – Хард (п) – 8S (RR)/8D Одиночний розряд – Парний розряд      | Ешлі Барті 6–4, 6–3                            | Еліна Світоліна                      | Кароліна Плішкова Белінда Бенчич      | Раунд Robin Кікі Бертенс Осака Наомі Петра Квітова Симона Халеп Б'янка Андреєску Софія Кенін                          |                                      |
| 28 жовтня | Фінал WTA Шеньчжень, Китай Чемпіонат закінчення року $14,000,000 – Хард (п) – 8S (RR)/8D Одиночний розряд – Парний розряд      | Тімеа Бабош Крістіна Младенович 6–1, 6–3       | Сє Шувей Барбора Стрицова            | Кароліна Плішкова Белінда Бенчич      | Раунд Robin Кікі Бертенс Осака Наомі Петра Квітова Симона Халеп Б'янка Андреєску Софія Кенін                          |                                      |

### Листопад
| Тиждень    | Турнір                | Чемпіонки | Фіналістки | півфіналісти | чвертьфіналісти |
| ---------- | --------------------- | --------- | ---------- | ------------ | --------------- |
| November 4 | Фінал Кубка Федерації |           |            |              |                 |

## Закінчили кар'єру
Список відомих тенісисток (які перемагали в головних турнірах, і/або перебували в першій сотні одиночного чи парного рейтингу WTA), що оголосили завершення професійної тенісної кар'єри, були неактивними (принаймні 52 тижні), або яким було заборонено брати участь у турнірах протягом сезону 2019 року:
- Ракел Атаво
- Джулія Босеруп
- Домініка Цібулкова
- Маріана дуке-Маріньйо
- Юлія Глушко
- Анна-Лена Гренефельд
- Марія Ірігоєн
- Емма Лайне
- Ан-Софі Месташ
- Аранча Парра Сантонха
- Луціє Шафарова
- Барбора Штефкова

## Відновили кар'єру
Список відомих тенісисток, які повернулись в професійний теніс у 2019 році:
- Татьяна Головін
- Патрісія Марія Тіг